# San Caralampio, Ocosingo
San Caralampio är en ort i Mexiko.   Den ligger i kommunen Ocosingo och delstaten Chiapas, i den sydöstra delen av landet, 800 km öster om huvudstaden Mexico City. San Caralampio ligger 939 meter över havet och antalet invånare är 294.
Terrängen runt San Caralampio är lite bergig. Runt San Caralampio är det glesbefolkat, med 16 invånare per kvadratkilometer. Närmaste större samhälle är Ocosingo, 1,8 km norr om San Caralampio. Omgivningarna runt San Caralampio är en mosaik av jordbruksmark och naturlig växtlighet.